# 阿闼婆吠陀
《阿闥婆吠陀》，梵文是由（“祭火僧”）和（“知識”）兩個詞根構成的復合詞，漢譯為禳災明論，是四大吠陀經的第四部，最晚編著成書。
《阿闥婆吠陀》中的神曲由梨俱吠陀咒語的部分發展出來，多是神秘巫術，吉凶咒語，兼有科學思想。古印度醫學即起源於此。 
 梵語维基文库中与本条目相关的原始文献：